# 2 tháng 7
Ngày 2 tháng 7 là ngày thứ 183 (184 trong năm nhuận) trong lịch Gregory. Còn 182 ngày trong năm.
Đây là ngày chính giữa của một năm thường, vì có đúng 182 ngày trước và 182 ngày sau ngày này trong một năm thường.

## Sự kiện
- 626 – Sự biến Huyền Vũ môn: Lý Thế Dân tiến hành chính biến sát hại anh trai là Thái tử Lý Kiến Thành và em trai Lý Nguyên Cát, đoạt lấy binh quyền của triều Đường.[1]
- 1582 – Trận Yamazaki, chiến thắng của Toyotomi Hideyoshi trước Akechi Mitsuhide.
- 1644 – Nội chiến Anh: Trận Marston Moor.
- 1698 – Thomas Savery nhận bằng sáng chế cho máy hơi nước đầu tiên.
- 1777 – Vermont trở thành lãnh thổ Hoa Kỳ đầu tiên bãi bỏ chế độ nô lệ.
- 1881 – Tổng thống Hoa Kỳ James A. Garfield bị Charles J. Guiteau bắn vào ngực. Vết thương không khỏi, ông chết ngày 19 tháng 9.
- 1934 – Đêm của những con dao dài kết thúc bằng cái chết của Ernst Röhm.
- 1962 – Cửa hàng Wal-Mart đầu tiên mở cửa tại Rogers, Arkansas.
- 1976 – Việt Nam Dân chủ Cộng hòa và Cộng hòa Miền Nam Việt Nam hợp nhất thành nước Cộng hòa Xã hội Chủ nghĩa Việt Nam.
- 1976 - thành phố Sài Gòn chính thức đổi tên thành Thành phố Hồ Chí Minh.
- 2002 – Steve Fossett trở thành người đầu tiên bay một mình không nghỉ vòng quanh thế giới bằng khinh khí cầu.[2]
- 2004 – Diễn đàn Khu vực ASEAN chấp nhận Pakistan làm thành viên thứ 24.
- 2005 – Live 8 dừng chân tại công viên Hyde ở Luân Đôn và nhiều nơi khác trên toàn thế giới.
- 2008 – Việt Nam thiết lập quan hệ ngoại giao cấp đại sứ với Liechtenstein.

## Sinh
- 1714 – Christoph Willibald Gluck, nhà soạn nhạc người Đức (m. 1787)
- 1819 – Charles-Louis Hanon, nghệ sĩ piano và nhà soạn nhạc người Pháp (m. 1900)
- 1862 – William Henry Bragg, nhà vật lý, hóa học và toán học người Anh, giải Nobel vật lý (m. 1942)
- 1877 – Hermann Hesse, nhà văn người Đức từng nhận giải Nobel Văn học (m. 1962)
- 1906 – Hans Bethe, nhà vật lý nguyên tử người Đức lấy quốc tịch Mỹ, giải Nobel vật lý (m. 2005)
- 1916 – Hans-Ulrich Rudel, đại tá và phi công Đức (m. 1982)
- 1923 – Wisława Szymborska, nhà thơ Ba Lan từng nhận giải Nobel Văn học (m. 2012)
- 1957 – Bret Hart, đô vật người Canada
- 1958 – Đặng Thái Sơn, nghệ sĩ dương cầm Việt Nam
- 1972 – Darren Shan, nhà văn trẻ em người Ireland
- 1977 - Hiếu Hiền, diễn viên người Việt Nam
- 1985 – Ashley Tisdale, nữ ca sĩ và diễn viên người Mỹ
- 1986 – Lindsay Lohan, nữ ca sĩ và diễn viên người Mỹ

## Mất
- 626 – Lý Kiến Thành, hoàng tử nhà Đường (s. 589)
- 626 – Lý Nguyên Cát, hoàng tử nhà Đường (s. 603)
- 649 – Lý Tĩnh, tướng nhà Đường (s. 571)
- 1582 – Akechi Mitsuhide, samurai người Nhật (s. 1528)
- 1778 – Jean-Jacques Rousseau, nhà triết học Thụy Sĩ (s. 1712)
- 1946 – Thái Văn Lung, luật sư, chính khách Việt Nam (s. 1916)
- 1961 – Ernest Hemingway, nhà văn từng nhận giải Nobel Văn học (s. 1899)
- 1977 – Vladimir Nabokov, nhà văn người Nga (s. 1899)
- 1986 – Hoàng Văn Thái, Đại tướng Quân đội Nhân dân Việt Nam (s. 1915)
- 1989 – Andrei Gromyko, chính khách Xô viết (s. 1909)
- 1994 – Andrés Escobar, vận động viên bóng đá Colombia (s. 1967)
- 1997 – James Stewart, huyền thoại điện ảnh Mỹ (s. 1908)
- 2000 – Mina Aoe, ca sĩ enka người Nhật Bản (s. 1941)
- 2009 – Nguyễn Hộ, nhà hoạt động chính trị Việt Nam (s. 1916)
- 2016 – Rudolf E. Kálmán, nhà khoa học người Mỹ gốc Hungary (s. 1930)